# Gnomidolon maculicorne
Gnomidolon maculicorne är en skalbaggsart som beskrevs av Pierre Émile Gounelle 1909. Gnomidolon maculicorne ingår i släktet Gnomidolon och familjen långhorningar. Inga underarter finns listade i Catalogue of Life.